# Конвой Балікпапан – Трук (20.10.43 – 29.10.43)
Конвой Балікпапан — Трук (20.10.43 — 29.10.43) — японський конвой часів Другої світової війни, проведення якого відбувалось у жовтні 1943.
Вихідним пунктом конвою був один з головних центрів нафтовидобувної промисловості Південно-Східної Азії Балікпапан, розташований на східному узбережжі острова Борнео. Пунктом призначення став атол Трук у центральній частині Каролінських островів, де до лютого 1944-го була головна база японського ВМФ у Океанії та транспортний хаб, що забезпечував постачання Рабаула (головна передова база в архіпелазі Бісмарка, з якої провадились операції на Соломонових островах та сході Нової Гвінеї).
До складу конвою увійшли танкери «Геньо-Мару» (Genyo Maru) і «Адзума-Мару», які вийшли з Балікпапану 20 жовтня 1943-го. Первісно охорону забезпечував сторожовий корабель PB-102 (колишній американський есмінець USS Stewart, що був затоплений у Сурабаї в початковий період війни), що вже за чотири години після виходу виявив предмет, схожий на перископ, та провів безрезультатну атаку глибинними бомбами. Увечері 21 жовтня PB-102 відокремився та попрямував назад, після чого протягом кількох наступних діб танкери йшли самостійно (через нестачу ескортних кораблів японські танкери, що зазвичай мали швидкість вищу від простих вантажних суден, часто виконували рейси без ескорту). 27 жовтня за тисячу кілометрів на захід від Труку танкери зустрів есмінець «Юдзукі», який забезпечував охорону на завершальній ділянці маршруту.
Хоча поблизу нафтовидобувних регіонів Борнео, в районі західних Каролінських островів (передусім Палау) та Труку традиційно діяли американські підводні човни, проте цього разу перехід пройшов без інцидентів і 29 жовтня конвой успішно прибув на Трук.